# Władysław Chłopicki
Władysław Chłopicki (ur. 20 czerwca lub 27 czerwca 1894 w Krzemieńcu, zm. 25 października 1980 w Krakowie) – polski lekarz neurolog i psychiatra, kierownik Katedry i Kliniki Neurologicznej Śląskiej Akademii Medycznej w Zabrzu-Rokitnicy.

## Życiorys
Studia lekarskie ukończył Collegium Medicum na Uniwersytecie Jagiellońskim, uzyskując w roku 1922 tytuł doktora wszech nauk lekarskich. Po ukończeniu studiów podjął pracę jako asystent w Klinice Neurologiczno-Psychiatrycznej UJ, kierowanej przez Jana Piltza i pozostawał tam do roku 1936, kiedy to objął stanowisko ordynatora oddziału neurologicznego Szpitala Zakonu Bonifratrów w Krakowie, następnie Szpitala im. G. Narutowicza i Naczelnego Lekarza Sanatorium dla Nerwowo Chorych w Batowicach. Pracę habilitacyjną obronił w roku 1947 na Wydziale Lekarskim UJ w Krakowie. W roku 1951 uzyskał tytuł profesora i otrzymał propozycję zorganizowania i objęcia kierownictwa Katedry i Kliniki Neurologicznej Śląskiej Akademii Medycznej w Zabrzu-Rokitnicy, którą zorganizował od podstaw. W stan spoczynku przeszedł w roku 1964. Przez wiele lat pełnił funkcję rzeczoznawcy w zakresie neurologii i psychiatrii w krakowskiej Kurii, a także funkcję biegłego w Sądzie Arcybiskupim w Krakowie. Pochowany na cmentarzu Rakowickim w Krakowie (kwatera XL-płd.-11). 

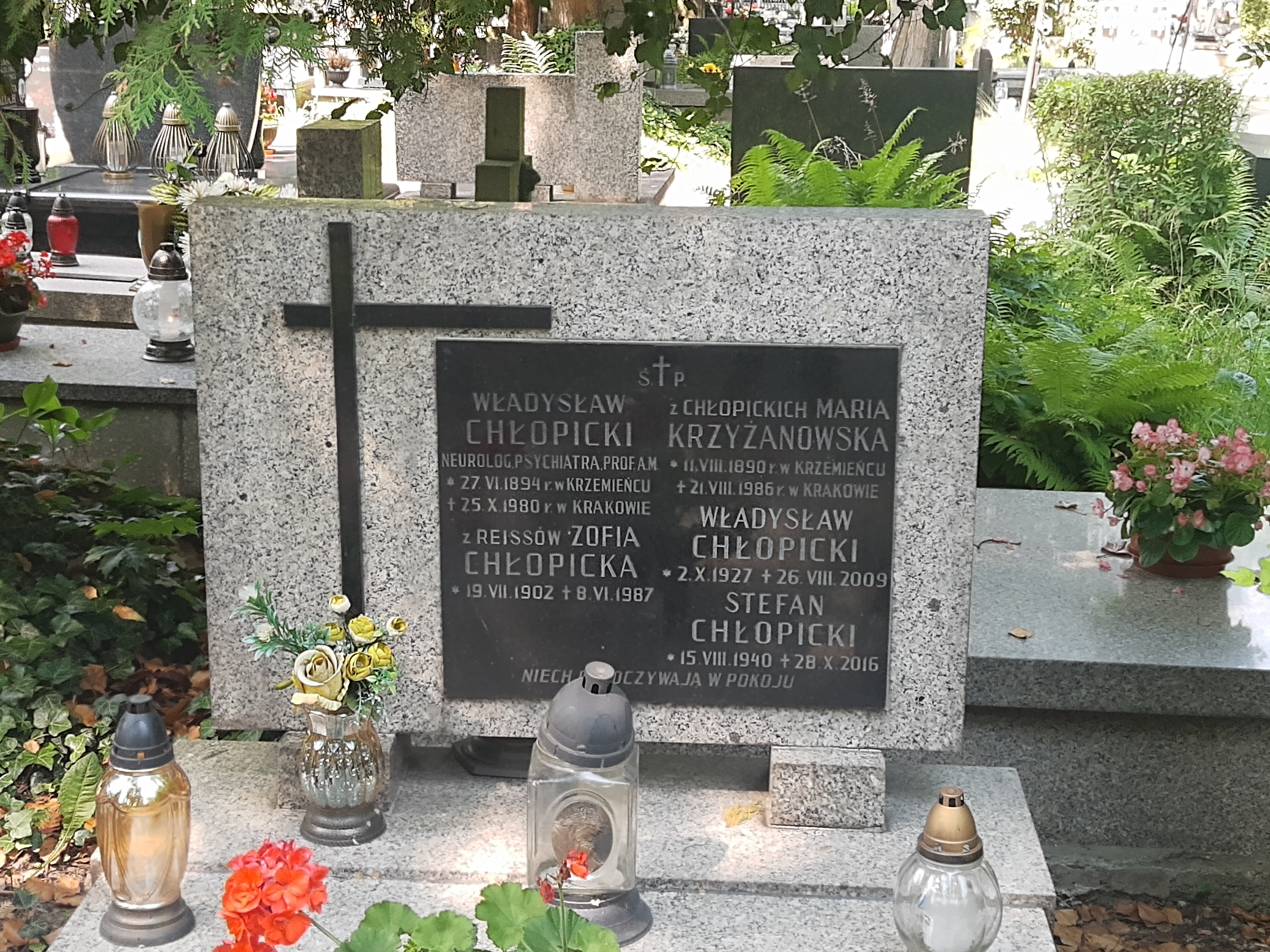
Grób prof. Władysława Chłopickiego na cmentarzu Rakowickim

## Dorobek naukowy
Zainteresowania naukowe i zawodowe koncentrowały się przede wszystkim na neurologii, ale pozostawił po sobie wiele interesujących prac z zakresu psychiatrii, habilitację uzyskał w obu dziedzinach. Książka Wypowiedzi na piśmie jako objawy zaburzeń psychicznych spotkała się z żywym oddźwiękiem i polemiką naukową.

## Wybrane prace
- W sprawie natręctw myślowych, 1930
- Zaburzenia psychiczne a czynność rozrodcza kobiety, 1930
- Napadowe halucynacje słuchowe i napadowe urojenia w przypadku parkinsonizmu po nagminnym zapaleniu mózgu, 1931
- Mechanizm powstawania zaburzeń reaktywnych, 1934
- Omamy słuchowe jako swoiste zaburzenia czynności mowy ze stanowiska neuropatologii i psychopatologii, 1948
- O psychonerwicach ze stanowiska nauki Pawłowa, 1953
- Wypowiedzi na piśmie umysłowo chorych jako objawy zaburzeń psychicznych, 1953
- Władysław Chłopicki, Jan S. Olbrycht: Wypowiedzi na piśmie jako objawy zaburzeń psychicznych. Warszawa: PZWL, 1959, s. 95.